# 小坂雄吉
小坂 雄吉（おざか かつよし/およし）は、戦国時代から安土桃山時代にかけての武将。織田氏の家臣。尾張国上条城、吉田城主。別名、前野 宗吉（まえの むねよし）、前野 雄吉。

## 略歴
幼少期は吉田城で育ち、修験者であった覚然坊から棒術を習った。身長は約180cmある大男だったといわれている。その後、織田信長に家臣として仕える。信長の命令により、母の生家である吉田城主・小坂氏の跡を継ぎ、小坂孫九郎尉宗吉と称した。その後織田信雄の傅役を務め、信雄より｢雄｣の1字を拝命し、小坂孫九郎尉雄吉と改名した。
弘治2年（1556年）の稲生の戦いの際には、比良城主の佐々氏らと共に奮戦し、信長からも高く評価されたといわれている。永禄5年（1562年）、小口城攻めの際は犬山城の反撃に対する守備のため、尾張丹羽郡前野村で警備につき、永禄7年（1564年）まで前野村に在住したといわれている。
その後、墨俣城築城に従事して上条城に戻ったが永禄10年（1567年）の夏頃に軍備を整え伊勢国へと出陣した。滝川一益を総大将にして、生駒家長、森正成、森雄成(正成の子)、森正好(雄成の弟・雄秀のことか)らと共に伊勢河内中江に居陣した。吉田城の留守居には前野直高が任命された。
天正18年（1590年）に信雄が豊臣秀吉により改易された後は尾張丹羽郡前野村に蟄居した。その後、文禄の役の際に信雄と共に肥前国名護屋城に赴くが、文禄2年（1593年）7月14日、42歳で死去。あるいは慶長6年（1601年）9月13日に76歳で死去したとも。
弟子に前野清助、前野九郎兵衛らがおり、雄吉・清助・九郎兵衛ら三人は『信長公記』著者の太田孫左衛門（太田和泉守牛一）と昵懇の仲だったという。